# Dušejov
Dušejov là một làng thuộc huyện Jihlava, vùng Vysočina, Cộng hòa Séc.